# Bahnstrecke Chicama–Punta Moreno
| Streckenlänge: | 45 km                     |                                                         |                                                         |
| Spurweite: | 914 mm (engl. 3-Fuß-Spur) |                                                         |                                                         |
| |                           |                                                         |                                                         |
| \| \| \| Bahnstrecke Puerto Salaverry–Ascope von Trujillo \| \| \| \| \| Bahnstrecke Puerto Salaverry–Ascope nach Ascope \| \| \| \| 27 \| Chicama[Anm. 1] (⊙) \| Chicama[Anm. 1] (⊙) \| \| \| 31 \| Huabalito \| Huabalito \| \| \| 39 \| Hacienda Chicamita[Anm. 2] \| Hacienda Chicamita[Anm. 2] \| \| \| \| Bahnstrecke Puerto Salaverry–Ascope \| \| \| \| \| \| \| \| \| 34 \| Pampas de Huabalito \| Pampas de Huabalito \| \| \| \| nach Chiclin an der Bahnstrecke Puerto Salaverry–Ascope \| \| \| \| \| \| \| \| \| \| Río Chicama \| \| \| \| 36 \| Hacienda Roma (⊙) \| Hacienda Roma (⊙) \| \| \| \| \| \| \| \| \| Bahnstrecke Puerto Salaverry–Ascope von Trujillo \| \| \| \| \| Ascope (⊙) \| \| \| \| \| \| \| \| \| \| Bahnstrecke Puerto Salaverry–Ascope von Ascope \| \| \| \| \| Casa Grande (⊙) \| \| \| \| \| Bahnstrecke Puerto Salaverry–Ascope nach Trujillo \| \| \| \| \| Puerto Chicama / Malabrigo (⊙) \| \| \| \| 35 \| Empalma Pampas \| Empalma Pampas \| \| \| \| Huabal \| \| \| \| 44 \| Sausal (Zauzal) (⊙) \| Sausal (Zauzal) (⊙) \| \| \| 60 \| Pampas des Jaguay (⊙) \| Pampas des Jaguay (⊙) \| \| \| 66 \| Jaguay (⊙) \| Jaguay (⊙) \| \| \| 72 \| Punta Moreno (⊙) \| Punta Moreno (⊙) \| \| \| \| \| \| \| Quellen: a)[1]:44; b)[2] \| \| \| \| |                           |                                                         |                                                         |
| Strecke (außer Betrieb) |                           | Bahnstrecke Puerto Salaverry–Ascope von Trujillo        | Bahnstrecke Puerto Salaverry–Ascope von Trujillo        |
| Abzweig geradeaus und nach links (Strecke außer Betrieb) |                           | Bahnstrecke Puerto Salaverry–Ascope nach Ascope         | Bahnstrecke Puerto Salaverry–Ascope nach Ascope         |
| Bahnhof (Strecke außer Betrieb) | 27                        | Chicama (⊙)                                             | Chicama (⊙)                                             |
| Strecke (außer Betrieb) · Kopfbahnhof Streckenanfang (Strecke außer Betrieb) | 31                        | Huabalito                                               | Huabalito                                               |
| Strecke (außer Betrieb) · Bahnhof (Strecke außer Betrieb) | 39                        | Hacienda Chicamita                                      | Hacienda Chicamita                                      |
| Strecke (außer Betrieb) · Kreuzung (Strecken außer Betrieb) |                           | Bahnstrecke Puerto Salaverry–Ascope                     | Bahnstrecke Puerto Salaverry–Ascope                     |
| Abzweig geradeaus und von links (Strecke außer Betrieb) · Strecke nach rechts (außer Betrieb) |                           |                                                         |                                                         |
| Bahnhof (Strecke außer Betrieb) | 34                        | Pampas de Huabalito                                     | Pampas de Huabalito                                     |
| Abzweig geradeaus und von links (Strecke außer Betrieb) |                           | nach Chiclin an der Bahnstrecke Puerto Salaverry–Ascope | nach Chiclin an der Bahnstrecke Puerto Salaverry–Ascope |
| Abzweig geradeaus, nach links und von links (Strecke außer Betrieb) · Strecke quer (außer Betrieb) · Strecke von rechts (außer Betrieb) |                           |                                                         |                                                         |
| Strecke (außer Betrieb) · Brücke über Wasserlauf (Strecke außer Betrieb) |                           | Río Chicama                                             | Río Chicama                                             |
| Strecke (außer Betrieb) · Bahnhof (Strecke außer Betrieb) | 36                        | Hacienda Roma (⊙)                                       | Hacienda Roma (⊙)                                       |
| Strecke (außer Betrieb) · Strecke von links (außer Betrieb) · Abzweig geradeaus und nach rechts (Strecke außer Betrieb) |                           |                                                         |                                                         |
| Strecke (außer Betrieb) · Abzweig geradeaus und von links (Strecke außer Betrieb) · Strecke (außer Betrieb) |                           | Bahnstrecke Puerto Salaverry–Ascope von Trujillo        | Bahnstrecke Puerto Salaverry–Ascope von Trujillo        |
| Strecke (außer Betrieb) · Kopfbahnhof Streckenende (Strecke außer Betrieb) · Strecke (außer Betrieb) |                           | Ascope (⊙)                                              | Ascope (⊙)                                              |
| Strecke (außer Betrieb) · Strecke von links (außer Betrieb) · Strecke nach rechts (außer Betrieb) |                           |                                                         |                                                         |
| Strecke (außer Betrieb) · Abzweig geradeaus und von rechts (Strecke außer Betrieb) |                           | Bahnstrecke Puerto Salaverry–Ascope von Ascope          | Bahnstrecke Puerto Salaverry–Ascope von Ascope          |
| Strecke (außer Betrieb) · Bahnhof (Strecke außer Betrieb) |                           | Casa Grande (⊙)                                         | Casa Grande (⊙)                                         |
| Strecke (außer Betrieb) · Abzweig geradeaus und nach links (Strecke außer Betrieb) |                           | Bahnstrecke Puerto Salaverry–Ascope nach Trujillo       | Bahnstrecke Puerto Salaverry–Ascope nach Trujillo       |
| Strecke (außer Betrieb) · Kopfbahnhof Streckenende (Strecke außer Betrieb) |                           | Puerto Chicama / Malabrigo (⊙)                          | Puerto Chicama / Malabrigo (⊙)                          |
| Bahnhof (Strecke außer Betrieb) | 35                        | Empalma Pampas                                          | Empalma Pampas                                          |
| Bahnhof (Strecke außer Betrieb) |                           | Huabal                                                  | Huabal                                                  |
| Bahnhof (Strecke außer Betrieb) | 44                        | Sausal (Zauzal) (⊙)                                     | Sausal (Zauzal) (⊙)                                     |
| Bahnhof (Strecke außer Betrieb) | 60                        | Pampas des Jaguay (⊙)                                   | Pampas des Jaguay (⊙)                                   |
| Bahnhof (Strecke außer Betrieb) | 66                        | Jaguay (⊙)                                              | Jaguay (⊙)                                              |
| Kopfbahnhof Streckenende (Strecke außer Betrieb) | 72                        | Punta Moreno (⊙)                                        | Punta Moreno (⊙)                                        |
| |                           |                                                         |                                                         |
| Quellen: a):44; b) |                           |                                                         |                                                         |

Die Bahnstrecke Chicama–Punta Moreno war eine eingleisige Bahnstrecke in der Spurweite von 914 mm im nördlichen Peru. Die Bahnstrecke befand sich in den heutigen Provinzen Ascope und Gran Chimú.

## Geografische Lage
Die Strecke zweigte in Chicama von der Hauptstrecke der Region, der Bahnstrecke Puerto Salaverry–Ascope, ab und verlief dann im Tal des Río Chicama aufwärts. Ihr wichtigster Abzweig verlief Richtung Pazifikküste nach Puerto Chicama (heute: Malabrigo). Eine Reihe von Werksbahnen landwirtschaftlicher Großbetriebe entlang der Strecke schlossen an diese an.

## Geschichte
In dem Gebiet war der Anbau von Zuckerrohr durch große Agrarbetriebe die dominierende Wirtschaftsform. Diese einzelnen Großbetriebe legten sich alle im späten 19. Jahrhundert oder zu Beginn des 20. Jahrhunderts eigene Feldbahnen zu, um die Ernte einzuholen, für den Verkehr zu den Zuckerraffinerien und zum Weitertransport des Zuckers. Hinsichtlich der Spurweite richteten sich fast alle an der seit den 1870er Jahren bestehenden Hauptstrecke der Region aus, der Bahnstrecke Puerto Salaverry–Ascope, die in der Spurweite von 914 mm gebaut worden war. Die Netze waren dadurch untereinander verbunden, wodurch unter anderem die Bahnstrecke Chicama–Punta Moreno ursprünglich zustande kam. Wesentlich waren dafür vor allem die Netze der Hacienda Casa Grande:58f und der Hacienda Roma.:64 Der Betrieb wurde um 1970 aufgegeben.

## Anschließende Feldbahnnetze
Netz der Hacienda Casa Grande
Dieses Netz wurde wohl noch in Kapspur begonnen, aber auf 914 mm umgespurt. Zu diesem Netz gehörte auch eine Strecke, die den Hafen von Puerto Chicama (heute: Malabrigo) anschloss.:58f 1953 umfasste das Netz 193 km. Das System wurde um 1970 aufgegeben, bis auf einen kleinen Rest im Hafenbereich von Puerto Chicama / Malabrigo, der bis 2004 als Hafenbahn genutzt wurde.:59
Netz der Hacienda Roma:64
Netz der Hacienda Pampas
Das war wohl ein kleineres Netz. Lediglich eine Lokomotive ist nachgewiesen.:62
Netz der Hacienda Chicamita
Ebenfalls wohl ein kleineres Netz, vier Lokomotiven sind nachgewiesen.:65
Ferrocarril de Puente
Ebenfalls wohl ein kleineres Netz, drei Lokomotiven sind nachgewiesen.:65
Netz der Hacienda Chiquitoy
Die Bahn besaß zwei Lokomotiven. Das Netz ging später in dem der Hacienda Casa Grande auf.:65
Netz der Hacienda Chiclin
Ebenfalls wohl ein kleineres Netz, zwei Lokomotiven sind nachgewiesen, eine wird restauriert museal in Chiclín aufbewahrt.:65
Netz der Hacienda Zauzal (auch Sausal)
Ein kleineres Netz, lediglich eine Lokomotive ist nachgewiesen.:65